# Руске Народне Просвитне Дружство
Руске Народне Просвитне Дружство (звичайна назва «Просвіта») — просвітнє товариство бачвансько-срімських русинів, засноване 2 липня 1919 у Новому Саді заходами священиків, учителів та селян після угорської окупації і переходу Бачки до складу Югославії, що дозволила українцям громадську роботу.
Серед діячів Руского Народного Просвитного Дружства були священики Ю. Біндас, М. Мудри, єпископ  Д. Няраді, отець Г. Костельник; учителі: М. Поливка, М. Няраді, О. Фа; студенти: І. Крайцар, М. Винай, О. Костєльник та ін.
Руске Народне Просвитне Дружство мало філії (1941 — 14) у всіх майже місцевостях Бачки і Сріму, у яких жили українці, з читальнями, хорами, театральними гуртками тощо. Жвавою була видавнича діяльність: «Руски Календар» (1921–1941), газета-тижневик «Руски Новини» (1924–1941), «Рідне Слово» (1931–1941), «Думка» (1936–1941), і місячник для дітей «Наша Заградка» (1936–1941), понад 100 книг популярного змісту. З 1936 Руске Народне Просвитне Дружство мало власну друкарню в Руському Керестурі; підтримувало жваві зв'язки з товариствами «Просвіта» у Львові та Ужгороді.
Під угорською окупацією Бачки 1941 Руске Народне Просвитне Дружство було заборонене, а після її повернення до Югославії (1944) не відновлене. Його ролю деякою мірою продовжував «Одбор за культурно-просвітну роботу Русынох» при Союзі культурно-освітніх товариств Автономної Області Войводіни (1952 ліквідований).